# Philippe Mius d'Entremont
Pour les articles homonymes, voir Entremont.
Philippe Mius d'Entremont, baron de Pobomcoup était un lieutenant-major, procureur du roi et colon ayant vécu au XVIIe siècle. Il est l'ancêtre des Mius d'Entremont, une importante famille acadienne de la Nouvelle-Écosse.

## Biographie
Philippe Mius est né en Normandie, probablement à Cherbourg vers 1601 ou 1609 où des membres de la famille Mius ont vécu près des côtes, entre Fécamp et Saint-Felery, au sud-ouest de Dieppe. D'après l'historien Placide Gaudet, il avait des liens avec les Bourbons et il fut fait sieur d’Entremont par Louis XIV. Cette version est totalement fantaisiste et ne tient pas devant les généalogies données par le comte de Foras, Charles d'Hozier et Samuel Guichenon. Selon H. Léandre d’Entremont, le titre de noblesse daterait du XIe siècle, et une branche de cette famille d'origine savoyarde aurait déménagé en Normandie au XVIe siècle. Cette deuxième version, tout autant que la première, ne repose sur aucune preuve historique et semble tout autant fantaisiste.
Son grand-père pourrait être Nicholas Mius, né vers 1551, un fidèle compagnon et traducteur de l'Amiral de Coligny, d'origine suisse ou allemande qui choisira de mourir avec son maitre lors du massacre de la Saint-Barthélemy le 24 août 1572. Son épouse, Jeanne de Meullon, aurait été recueillie par la jeune veuve de Coligny,  Jacqueline de Montbel d'Entremont qui aurait donné son nom, et non ses armes, au jeune garçon de Mius[réf. nécessaire]. C'est ce dernier qui aurait eu à son tour un fils.
En 1649, alors qu'il était capitaine dans un régiment, Philippe Mius épousa Madeleine Hélie (ou Élie) du Tillet, née en 1626.
En 1650 ou 1651, le gouverneur de l'Acadie, Charles de Saint-Étienne de La Tour, l'invita pour qu'il devienne lieutenant-major et commandant des troupes du roi. La Tour était un ami d'enfance. Le 17 juillet 1653, le gouverneur, pour récompenser d’Entremont de ses services, lui offrit la baronnie de Pobomcoup, un territoire s’étendant du cap Nègre au cap Fourchu, près de l'actuel Yarmouth. Pierre Ferrand fut aussi nommé baron mais il semble qu'il resta à Port-Royal.
Mius d'Entremont s'établit au havre de Pobomcoup, long de 12 kilomètres et protégé à l'ouest par une péninsule, sur laquelle il érigea son château où il vécut avec son épouse et sa fille Marie-Marguerite, née en France. Le baron joua un rôle important dans l'histoire de l'Acadie, autant par ses fonctions administratives qu'en étant l'un des seuls seigneurs à s'occuper d'agriculture et de défrichement. Il attira plusieurs personnes de Port-Royal et contribua ainsi à former une communauté.
Vers 1670, à l'entrée en vigueur du traité de Bréda, le gouverneur Andigné de Grandfontaine s’établit à Pentagouet. D’Entremont fut nommé procureur du roi, poste qu'il garda pendant 18 ans malgré son âge avancé. En 1675, un groupe de Hollandais le força à quitter la baronnie. Il s'établit en 1678 à Port-Royal avec son épouse et deux de ses enfants, alors que son fils aîné Jacques reçut le titre de baron de Pobomcoup.
Il décéda à la fin de 1700 ou au début de 1701, âgé de plus de 90 ans. D’après la tradition, il mourut à Port-Royal. Selon Léandre d’Entremont, il serait plutôt mort à Grand-Pré, où il se serait retiré chez sa fille Marie-Marguerite Melanson, qui avait fondé ce village 20 ans plus tôt avec son époux Pierre Melanson.

## Famille et postérité
Sa fille Marie-Marguerite, née en France, épousa Pierre Melanson dit La Verdure, frère de Charles Melanson. Ses deux fils, Jacques, né en 1659, et Abraham, de Plemazais (ou Plemarch), né en 1661 ou 1662, épousèrent les filles du gouverneur Charles de La Tour et de Jeanne Motin, Anne et Marguerite. Il semble que son autre fille, Madeleine, soit restée célibataire. Le troisième fils, Philippe Mius dit d'Azit, épousa Marie, une amérindienne. Ce sont les ancêtres des familles Muise et Meuse. C'était un autre Philippe d'Entremont, fils de Jacques, qui épousa en 1707 l’une des filles métises de Jean-Vincent d'Abbadie de Saint-Castin.
Philippe Mius d’Entremont a de nombreux descendants en Acadie. La baronnie de Pobomcoup resta à la famille jusqu’à la déportation des Acadiens. Lors du « Grand Dérangement », une partie de ses descendants sont déportés à Cherbourg, un siècle après le départ de leur aïeul, où ils vivent dans le dénuement. Pobomcoup, dont le nom est généralement anglicisé en Pubnico, compte toujours une centaine de familles d’Entremont. Parmi ses descendants figurent l’homme politique Simon d'Entremont (1788-1886), Aldric d'Entremont, préfet de la municipalité d'Argyle de 2000 à 2016, Chris d'Entremont, politicien provincial et fédéral  et Paul-Émile d'Entremont, cinéaste.
Son château sera prochainement reconstruit au Village historique acadien de Pobomcoup. Une première statue à son effigie est installée à l'entrée du parc. La statue, haute de 3,6 mètres, fut sculptée sur place dans un tronc de pin par Albert Deveau d'Edmundston. Elle fut offerte par Le Réveil de Pombcoup, la société culturelle locale, au Village en août 1998 à l'occasion du Festival acadien de Pombomcoup-Ouest. Pour le visage, Albert Deveau s'est inspiré d'une aquarelle du Père Maurice LeBlanc. En effet, il n'y a aucun portrait authentique connu de Philippe Mius d'Entremont. Une deuxième  statue en bois sculptée par l'artiste Raymond Paul d'Entremont est érigée devant le Village historique acadien de la Nouvelle-Écosse en mai 2024 pour remplacer la première statue qui était infestée de fourmis.
Un monument dédié à Sieur Philippee Mius d'Entremont est érigé à Pubnico-Ouest en 1951 pendant les fêtes du tricentenaire de la fondation de Pubnico. Le monument comprend aussi des gravures de noms en mémoire des soldats des Pubnicos qui ont donné leur vie pour la patrie pendant les deux Grandes Guerres mondiales. Ce monument construit de roches de grené et de ciment s'est dégradé durant ses 71 ans et a dû être remplacé. En 2021, un nouveau monument est érigé pour remplacer le premier; le côté sud du monument est à la mémoire de Sieur Philippe Mius d'Entremont, fondateur de Pubnico le 17 juillet 1653. La dédicace officielle a lieu le 16 octobre 2022.